# Јелашница (Зајечар)
Јелашница је насељено место града Зајечара у Зајечарском округу. Према попису из 2022. било је 66 становника (према попису из 1991. било је 158 становника).

## Демографија
У насељу Јелашница живи 137 пунолетних становника, а просечна старост становништва износи 53,8 година (51,6 код мушкараца и 55,7 код жена). У насељу има 67 домаћинстава, а просечан број чланова по домаћинству је 2,28.
Ово насеље је великим делом насељено Србима (према попису из 2002. године), а у последња три пописа, примећен је пад у броју становника.
|  |

| Демографија | Демографија | Демографија |
| Година      | Становника  | Становника  |
| ----------- | ----------- | ----------- |
| 1948.       | 275         |             |
| 1953.       | 274         |             |
| 1961.       | 278         |             |
| 1971.       | 267         |             |
| 1981.       | 219         |             |
| 1991.       | 158         | 158         |
| 2002.       | 153         | 161         |

| Етнички састав према попису из 2002.‍ | Етнички састав према попису из 2002.‍ | Етнички састав према попису из 2002.‍ | Етнички састав према попису из 2002.‍ | Етнички састав према попису из 2002.‍ |
| ------------------------------------ | ------------------------------------ | ------------------------------------ | ------------------------------------ | ------------------------------------ |
|                                      |                                      |                                      |                                      |                                      |
| Срби                                 | Срби                                 |                                      | 151                                  | 98,69%                               |
| непознато                            | непознато                            |                                      | 0                                    | 0,0%                                 |

| Година пописа     | 1948. | 1953. | 1961. | 1971. | 1981. | 1991. | 2002. |
| ----------------- | ----- | ----- | ----- | ----- | ----- | ----- | ----- |
| Број домаћинстава | 73    | 72    | 76    | 75    | 74    | 65    | 67    |

| Број чланова      | 1  | 2  | 3 | 4 | 5 | 6 | 7 | 8 | 9 | 10 и више | Просек |
| ----------------- | -- | -- | - | - | - | - | - | - | - | --------- | ------ |
| Број домаћинстава | 26 | 25 | 5 | 4 | 2 | 3 | 0 | 0 | 2 | 0         | 2,28   |

| Пол    | Укупно | Неожењен/Неудата | Ожењен/Удата | Удовац/Удовица | Разведен/Разведена | Непознато |
| ------ | ------ | ---------------- | ------------ | -------------- | ------------------ | --------- |
| Мушки  | 62     | 12               | 40           | 7              | 3                  | 0         |
| Женски | 78     | 13               | 42           | 22             | 1                  | 0         |
| УКУПНО | 140    | 25               | 82           | 29             | 4                  | 0         |

| Пол    | Укупно                    | Пољопривреда, лов и шумарство | Рибарство                            | Вађење руде и камена | Прерађивачка индустрија       |
| ------ | ------------------------- | ----------------------------- | ------------------------------------ | -------------------- | ----------------------------- |
| Мушки  | 22                        | 7                             | 0                                    | 6                    | 3                             |
| Женски | 21                        | 12                            | 0                                    | 0                    | 0                             |
| УКУПНО | 43                        | 19                            | 0                                    | 6                    | 3                             |
| Пол    | Производња и снабдевање   | Грађевинарство                | Трговина                             | Хотели и ресторани   | Саобраћај, складиштење и везе |
| Мушки  | 0                         | 0                             | 0                                    | 2                    | 3                             |
| Женски | 0                         | 0                             | 1                                    | 0                    | 1                             |
| УКУПНО | 0                         | 0                             | 1                                    | 2                    | 4                             |
| Пол    | Финансијско посредовање   | Некретнине                    | Државна управа и одбрана             | Образовање           | Здравствени и социјални рад   |
| Мушки  | 0                         | 0                             | 0                                    | 1                    | 0                             |
| Женски | 0                         | 0                             | 1                                    | 0                    | 3                             |
| УКУПНО | 0                         | 0                             | 1                                    | 1                    | 3                             |
| Пол    | Остале услужне активности | Приватна домаћинства          | Екстериторијалне организације и тела | Непознато            | Непознато                     |
| Мушки  | 0                         | 0                             | 0                                    | 0                    | 0                             |
| Женски | 0                         | 0                             | 0                                    | 3                    | 3                             |
| УКУПНО | 0                         | 0                             | 0                                    | 3                    | 3                             |